# 大运河商丘南关码头遗址
大运河商丘南关码头遗址位于中华人民共和国河南省商丘市睢阳区。2013年，做河南省境内的十一个子项之一被列为第七批全国重点文物保护单位——大运河。2014年6月22日，于卡塔尔多哈举行的第38届世界遗产大会上作为大运河的一个遗产点被列入世界文化遗产。
大运河商丘南关码头遗址于2008年12月开始挖掘，后为配合大运河申遗工作，自2011年7月又进行了至少五次大规模的发掘。遗址北岸面积24.5万平方米，南岸面积16.8万平方米，是隋唐大运河通济渠段考古面积最大、保存状况最好的码头遗址。在遗址中发掘出大量的砖片、瓦片、炭灰，以及唐代及北宋的瓷器与瓷片，其中北宋的瓷器来自定窑、磁州窑、吉州窑、耀州窑等著名窑口，推测此处为唐宋时期宋城南部汴河“河市”中的码头区，证明了商丘在唐宋时期重要的政治经济地位。